# .lu
‎.lu‏ دامنه اینترنتی اختصاص داده شده به کشور لوکزامبورگ است.